# Мау Сарет
Мау Сарет (кхмер. ម៉ៅ សារ៉េត; 1 января 1944 — 1970-е) — камбоджийская певица, карьера которой пришлась на 1950—1970-е гг. Родилась 1 января 1944 года в провинции Баттамбанг, имя при рождении — Пол Саран (ប៉ុល សារ៉ាន់). Её творчество сочетало в себе стиль западных исполнителей с элементами традиционной кхмерской музыки. Часто выступала в дуэте с Синном Сисамутом. Как и большинство камбоджийских музыкантов, была убита красными кхмерами во время гражданской войны в Камбодже 1967—1975 гг.

## Творчество
За годы своей карьеры Мау Сарет записала в общей сложности около трехсот песен, среди которых наиболее известны:
- Sayonara[4]
- Samrek Tonaha written by Yang Cheang "Samneang Rithy"
- Ktom Chourea
- Bomplete Oun Joss
- Thansor Kirirom
- Netra Chea Sagna
- Nuit De Lomphat[5]
- Veuillez Danser[5]